# 目細八郎兵衛商店
株式会社目細八郎兵衛商店（めぼそはちろべえしょうてん）は、縫い針や加賀毛針などの製造を行う企業。創業は1575年（天正3年）。「めぼそ」の名は、同店の針が鋭く、糸を通しやすかったことから加賀藩主から与えられたものである。
同店は加賀藩の御用商人として、代々縫い針を納めてきた。加賀藩では武士の鍛錬として猟魚が推奨され、武士たちは同店の針を加工して毛鉤を造り、鮎釣りを行った。明治に入り、武士の特権だった鮎釣りが庶民に開放されると、目細八郎兵衛商店も自ら毛鉤の製造を行うようになった。1890年（明治23年）、17代目の八郎兵衛が第3回内国勧業博覧会に毛鉤を出品すると高く評価され、広く知られるようになった。